# Jean-Luc Arribart
Jean-Luc Arribart (Rennes, 9 marzo 1955) è un allenatore di calcio ed ex calciatore francese, di ruolo difensore.

## Carriera

### Giocatore
Esordisce in Ligue 1 (e, più in generale, tra i professionisti) il 1º dicembre 1974, in una partita giocata dal suo Rennes sul campo dello Stade Reims; nel corso di quella stagione disputa ulteriori 3 partite in prima divisione, venendo riconfermato anche per la stagione 1975-1976, nella quale realizza 2 reti in 17 presenze in seconda divisione, contribuendo così alla vittoria del campionato ed al ritorno in massima serie dopo una sola stagione. Nella stagione 1976-1977, che il Rennes conclude con un'altra retrocessione in seconda divisione, Arribart viene impiegato con maggior frequenza rispetto alle stagioni precedenti, totalizzando 28 presenze e 6 reti, a cui aggiunge 29 presenze ed una rete nella stagione 1977-1978, disputata in seconda divisione.
Nell'estate del 1978 si trasferisce al Laval, con cui nella stagione 1978-1979 gioca 34 partite nella prima divisione francese; rimane nel club anche nelle successive due stagioni, nelle quali totalizza rispettivamente 31 e 27 presenze, segnando anche una rete in ciascuna delle stagioni. Dal 1981 al 1984 trascorre poi un triennio in seconda divisione con lo Stade Reims, con complessive 90 presenze e 16 reti; passa quindi al Nancy, nuovamente in prima divisione, categoria in cui trascorre la stagione 1984-1985 (38 presenze e 2 reti) e la stagione 1985-1986 (36 presenze ed una rete), per poi scendere nuovamente in seconda divisione all'Orléans; chiude la carriera nel 1991, dopo aver vestito anche le maglie di Léopards St-André ed Ol. Châlons-sur-Marne.

### Allenatore
Dal 1991 al 1998 ha allenato l'Ol. Châlons-sur-Marne, nelle serie minori francesi; in seguito, dal dicembre del 1999 all'ottobre del 2000 è stato direttore sportivo del Lens.

## Palmarès

### Giocatore

#### Competizioni nazionali
- Campionato francese di seconda divisione: 1

Rennes: 1975-1976 (girone A)